# Фрирайтинг
Фрира́йтинг (свобо́дное письмо́, англ. free writing) — техника и методика письма, помогающая найти неординарные решения и идеи, сходная с методом мозгового штурма. Это механическое записывание всех возникающих в голове мыслей в течение определённого времени (обычно 10—20 минут). Текст пишут без редактирования, изменений, не беспокоясь о грамматике или стиле.
Такой метод письма помогает справиться с тупиковой ситуацией, апатией или творческим кризисом. Чаще всего эту технику используют для решения бизнес-задач, генерации идей, написания статей и книг. Фрирайтинг не имеет ничего общего с автоматическим письмом.

## Сторонники метода
Упоминания сходного метода можно найти у Николая Гоголя, например, в его ответе Владимиру Соллогубу, который жаловался, что ему «не пишется»:
А вы всё-таки пишите... возьмите хорошенькое пёрышко, хорошенько его очините, положите перед собой лист бумаги и начните таким образом: «мне сегодня что-то не пишется». Напишите это много раз кряду, и вдруг вам придёт хорошая мысль в голову! За ней другая, третья, ведь иначе никто не пишет, и люди, обуреваемые постоянным вдохновением, — редки, Владимир Александрович.
Сторонником этого метода была Доротея Бранд. В своей книге «Becoming a Writer» (1934), она советует читателям каждое утро писать в течение 30 минут так быстро, как только они могут.
Питер Эльбов пришёл к технике фрирайтинга самостоятельно и даже написал об этом книгу «Написание без учителей» (первое название «Написание без слёз»).
Кроме того, к фрирайтингу обращались: Том Питерс, Рей Брэдбери, Эл Райс, Джей Конрад Левинсон и другие профессионалы своего дела.

## Правила фрирайтинга
Существует множество способов, повышающих эффективность фрирайтинга. Марк Леви указывает 6 основных правил:
- Не прилагайте сверхусилий, вместо того, чтобы подходить к письменному столу со стиснутыми зубами, требуя от себя немедленных виртуозных решений, расслабьтесь и попробуйте постараться на 90%
- Пишите быстро и непрерывно, когда вы пишете непрерывно, вы тем самым оттесняете помешанную на редактировании сторону своего разума на второй план, чтобы генерирующая идеи сторона могла беспрепятственно выдавать слова
- Работайте в жёстких временных рамках — это хорошо мотивирует. Писательство в течение коротких, ограниченных промежутков времени (обычно от 10 до 20 минут) заставляет разум сосредоточиться
- Пишите так, как вы думаете, фрирайтинг — это не писательство в чистом виде, это способ отслеживания своего мыслительного процесса. Пишите для себя
- Развивайте мысль, развивая мысль, вы допускаете, что некое утверждение верно и делаете ряд логических шагов, отталкиваясь от него. Иногда это приводит к удивительным выводам
- Переориентируйте своё внимание, задавайте себе простые вопросы в письменной форме, это помогает переориентировать разум на неисследованные элементы ситуации